# 斯皮内阿
斯皮内阿（義大利語：Spinea），是意大利威尼托大区威尼斯廣域市的一个市镇。总面积15平方公里，人口26674人，人口密度1778.3人/平方公里（2009年）。国家统计（ISTAT）代码为027038。